# Ifs
Ifs är en kommun i departementet Calvados i regionen Normandie i norra Frankrike. Kommunen ligger i kantonen Caen 10e Canton som ligger i arrondissementet Caen. År 2022 hade Ifs 11 868 invånare.

## Befolkningsutveckling
Antalet invånare i kommunen Ifs
Referens: INSEE